# Beverly Kinch
Beverly Kinch (Regne Unit, 14 de gener de 1964) és una atleta britànica retirada especialitzada en la prova de 4 x 100 m, en la qual va aconseguir ser medallista de bronze europea el 1990.

## Carrera esportiva
En el Campionat Europeu d'Atletisme en Pista Coberta de 1984 va guanyar la medalla d'or en els 60 metres, amb un temps de 7.16 segons, per davant de la búlgara Anelia Nuneva (plata amb 7.23 segons) i la neerlandesa Nelli Cooman (bronze també amb 7.23 segons).
En el Campionat Europeu d'Atletisme de 1990 va guanyar la medalla de bronze en els relleus 4 x 100 metres, amb un temps de 43.32 segons, arribant a meta després d'Alemanya de l'Est i Alemanya de l'Oest, sent les seves companyes d'equip: Stephanie Douglas, Paula Thomas i Simone Jacobs.